# Умань (аэродром)
Аэродром «Умань» — аэродром города Умань, авиабаза ХНУВС.

## Расположение
Расположен на северной окраине города Умань, к западу от села Родниковка.

## История
Военный аэродром на окраине Умани был построен по указанию НКВД и относился к аэродромам первой категории. Мог принять на своих взлётно-посадочных полосах воздушные суда весом до 100 тонн. Бывшая учебная авиабаза Черниговского училища лётчиков. 202-я учебная авиационная база, на которой курсанты осваивали полёты на Л-39 «Альбатрос», расформирована в 2002. В 2011 аэродром вошёл в подчинение воинской части А2614, после чего полёты были возобновлены, задействована 110-я авиационная комендатура. В 2015 министерство обороны Украины издало приказ «Об определении военного аэродрома «Умань» аэродромом совместного использования государственной и гражданской авиации Украины». С тех пор комплекс стал доступен не только нуждам ВВС Украины, но и обслуживанию самолетов гражданской авиации. Организация выполнения и обеспечения полетов воздушных судов, а также обслуживание воздушного движения на аэродроме совместного использования «Умань» возложена на подразделения воинской части А2614 и эксплуатанта аэродрома, осуществляющего обслуживание воздушных судов гражданской авиации, в соответствии с Воздушным кодексом и другими нормативно-правовыми актами, которые регламентируют деятельность государственной и гражданской авиации Украины. С лета 2019 у курсантов ХНУВС началась лётная практика на вертолётах Ми-2МСБ и Ми-8МСБ.

## Реконструкция
В начале 2017 первый вице-премьер-министр и министр экономики Украины С. И. Кубив при содействии народного депутата М. А. Полякова встретился в Кабинете министров Украины с американскими инвесторами для обсуждения строительства международного аэропорта в городе Умань Черкасской области. В середине июля 2017 был завершён ремонт аэродрома, после чего стал начал принимать, в частности, самолёты Ан-26. 18 сентября 2017 в Киеве состоялась пресс-конференция, на которой озвучены предпроектные предложения по реконструкции военного аэродрома в Умани и превращение его в современный международный аэропорт, который может занять четыре года с привлечением инвестиций почти в 72 000 000 €.